# Ling Liong Sik
Tun Dr. Ling Liong Sik (simplificeret kinesisk: 林良实; pinyin: Lín Liángshí) (født 18. september 1943) malaysisk politiker. Han fungerede som transportminister i Malaysia fra 1986 til 2003 og var også formand for Malaysian Chinese Association (MCA).
Den 4. februar 1988 blev Ling Liong Sik udnævnt som overgangspremierminister i Malaysia indtil den 16. februar samme år.
Den 27. oktober 2015 anlagde den malaysiske premierminister Najib Razak en retssag mod Ling Liong Sik for ærekrænkelse. Han påstod i klagen, at Ling Liong Sik kom med ærekrænkende bemærkninger, der beskyldte ham for at misbruge 1MDB-midler den 3. oktober samme år og offentliggjorde dem på nyhedswebsteder. Den 22. maj 2018 trak Najib retssagen tilbage og indvilligede i at betale et gebyr på RM25.000.
Han er også en af de mest indflydelsesrige kinesiske politikere i det moderne Malaysia.

## Privat
Han er gift med Ong Ee Nah og har to sønner: Ling Hee Leong og Ling Hee Keat.